# Takume
Takume is een atol in de eilandengroep van de Tuamotuarchipel (Frans-Polynesië). Het atol behoort tot de gemeente Makemo. In 2017 woonden er 152 mensen. De belangrijkste nederzetting heet Ohomo ligt in het uiterste zuidwesten, waar ook een start- en landingsbaan ligt. 

## Geografie
Takume ligt 6 km ten noordoosten van Raroia en 760 km ten oosten van Tahiti. Het is een atol met een lengte van 24 km en een breedte van 5 km. Het landoppervlak bedraagt 5 km². Het wateroppervlak van de lagune is 43,5 km².

## Geschiedenis
De eerste Europeaan die melding maakte van het eiland is de ontdekkingsreiziger Pedro Fernandes de Queirós op 5 februari 1606.
In de negentiende eeuw werd het eiland Frans territoriaal bezit. Er woonden toen ongeveer 60 mensen die zich later bezig gingen houden met de kweek van pareloesters. Verder kwamen er missionarissen en in 1862 werd het eiland een parochie onder het bisdom Papeete.

## Ecologie
Op het eiland komen 32 vogelsoorten voor waaronder zes soorten van de Rode Lijst van de IUCN waaronder de phoenixstormvogel (Pterodroma alba) en de endemische tuamotukarekiet (Acrocephalus atyphus).